# Landrethun-lès-Ardres
Landrethun-lès-Ardres är en kommun i departementet Pas-de-Calais i regionen Hauts-de-France i norra Frankrike. Kommunen ligger i kantonen Ardres som tillhör arrondissementet Saint-Omer. År 2022 hade Landrethun-lès-Ardres 792 invånare.

## Befolkningsutveckling
Antalet invånare i kommunen Landrethun-lès-Ardres
| Referens: INSEE |